# Charinus neocaledonicus
Charinus neocaledonicus är en spindeldjursart som beskrevs av Simon 1895. Charinus neocaledonicus ingår i släktet Charinus och familjen Charinidae. Inga underarter finns listade i Catalogue of Life.